# Philippe Clerc
Philippe Clerc (Port-Valais, 24 dicembre 1946) è un ex velocista svizzero, campione europeo dei 200 metri nel 1969.

## Biografia
Fu tra i protagonisti dei Campionati europei del 1969, svoltisi ad Atene, vincendo la medaglia d'oro nei 200 metri e quella di bronzo nei 100.
Gareggiò nelle stesse specialità alle Olimpiadi di Monaco di Baviera 1972, venendo eliminato nei quarti di finale di entrambe le competizioni.
Fu campione nazionale dei 100 metri per cinque volte consecutive dal 1968 e al 1972, mentre sui 200 metri lo fu per quattro volte: nel 1966 e dal 1970 al 1972.
È stato sposato con la velocista britannica Janet Simpson, campionessa europea e medaglia di bronzo olimpica con la staffetta 4×100 metri.

## Palmarès
| Anno | Manifestazione     | Sede  | Evento    | Risultato | Prestazione | Note                  |
| ---- | ------------------ | ----- | --------- | --------- | ----------- | --------------------- |
| 1969 | Campionati europei | Atene | 100 metri | Bronzo    | 10"5        |                       |
| 1969 | Campionati europei | Atene | 200 metri | Oro       | 20"6        | Record dei campionati |

## Riconoscimenti
- Sportivo svizzero dell'anno (1969)